# El Rosal

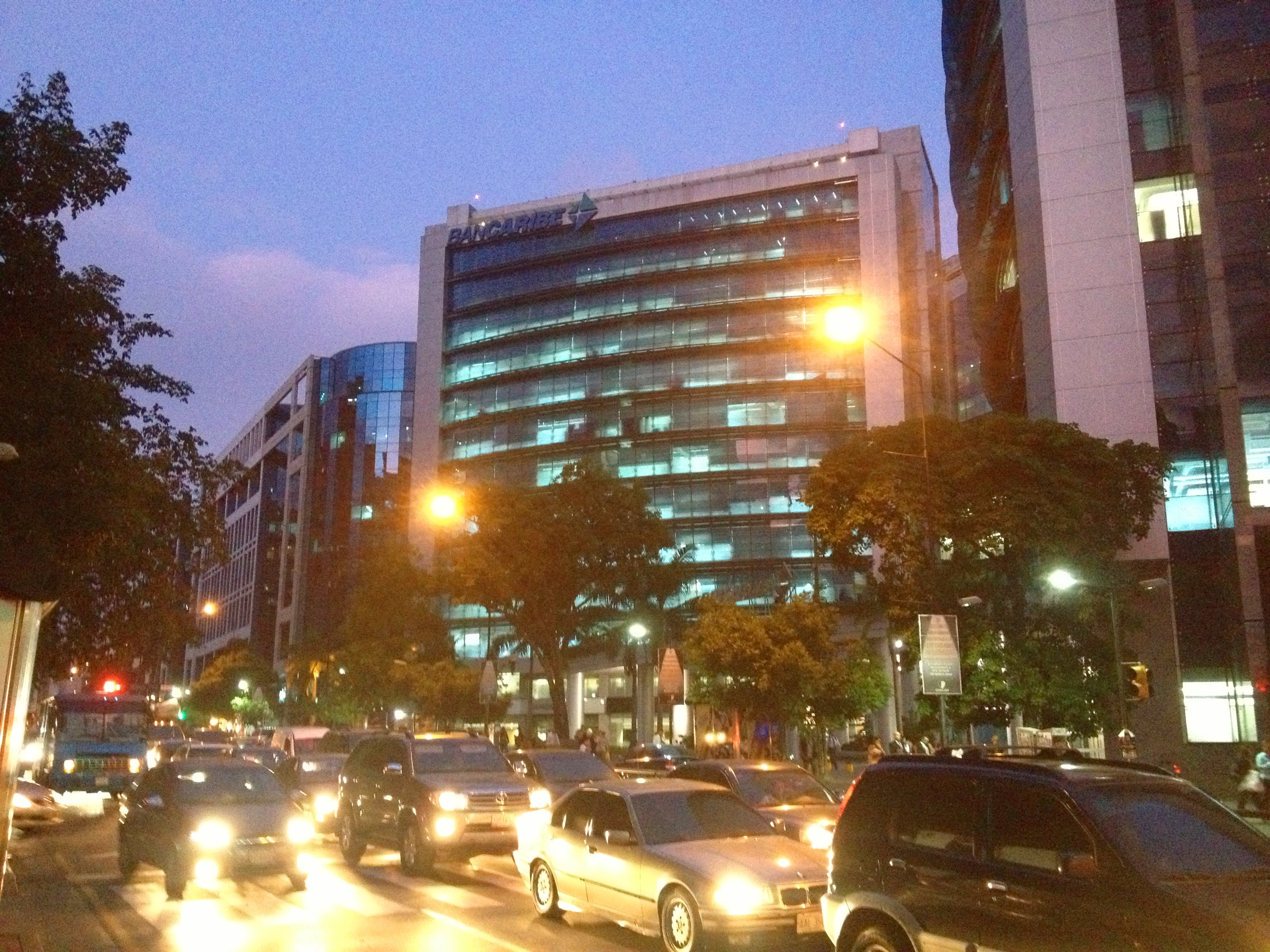
A Avenida Francisco de Miranda Avenue, em El Rosal.

El Rosal é um bairro de Caracas, na Venezuela, geograficamente situado no município de Chacao. É o centro financeiro mais importante da capital, concentrando uma pequena área residencial, hotéis de luxo e alguns dos imóveis de elevados preços de todo o país.
Várias empresas venezuelanas proeminentes estão localizadas em El Rosal, tais como a Bolsa de Valores de Caracas,  Asociación Bancaria de Venezuela, Banco Nacional de Crédito, Banco Canarias, Banco Federal, Banco Occidental de Descuento, Inverunión, Stanford Bank Venezuela, BFC, Banco del Tesoro, Banco Confederado, Bolívar Banco, Helm Bank, Interbank Seguros, BFC Casa de Bolsa, Bancaribe and Banesco Seguros. Companhias internacionais como a 3M e a Bayer, também estabeleceram escritórios pela região.
As embaixadas sediadas no bairro, incluem a da Dinamarca, Finlândia, Itália, México, África do Sul e Noruega.

## Geografia
El Rosal fica a leste do município de Libertador, a oeste do El Retiro, norte de Las Mercedes e a sul do Clube de Campo de Caracas.